# Antoine Dole
 (janvier 2016).
Si vous disposez d'ouvrages ou d'articles de référence ou si vous connaissez des sites web de qualité traitant du thème abordé ici, merci de compléter l'article en donnant les références utiles à sa vérifiabilité et en les liant à la section « Notes et références ».
Antoine Dole, né le 28 octobre 1981 à Chambéry, est un écrivain, éditeur et scénariste français.
Il publie également sous le pseudonyme de Mr. Tan, entre autres pour sa série Mortelle Adèle.
En 2023, Antoine Dole a écrit plus de cent ouvrages depuis ses débuts comme auteur : romans, bandes dessinées, nouvelles, recueils de poésie, mangas, albums, ainsi que les séries Mortelle Adèle et Ajax. 

## Biographie
Antoine Dole suscite des polémiques avec la parution de son premier roman, Je reviens de mourir en 2008 (Éditions Sarbacane).
Il publie ensuite Laisse brûler en mars 2010 (Éditions Sarbacane), ainsi que le recueil Fly Girls (Éditions Au Diable Vauvert) la même année, qu'il cosigne avec la rappeuse Sté Strausz. De cette rencontre naît également K-Cendres, son troisième roman.
En janvier 2013, Antoine Dole publie À copier cent fois (Éditions Sarbacane), un court récit sur les violences scolaires.
En 2014, Antoine Dole entre au catalogue des éditions Actes Sud avec le roman Ce qui ne nous tue pas (collection Junior).
Il continue en 2015 avec le roman Tout foutre en l'air (Coll. D'une Seule Voix, Actes Sud Junior), avant d'écrire la même année, un récit jeunesse : Le baiser du mammouth (Actes Sud Junior). Suivent deux ouvrages, Mon cœur caméléon, et l'album Le monstre du placard existe et je vais vous le prouver.
En 2017 sort son neuvième roman, Naissance des cœurs de pierre, chez Actes Sud Junior, qui reçoit la même année la mention spéciale du jury pour la première édition du Prix Vendredi, surnommé « Le Goncourt de la littérature jeunesse », qui récompense un ouvrage jeunesse pour public adolescent. L'année suivante paraît son roman Ueno Park, sélectionné parmi les Pépites du Salon du Livre et de la Presse Jeunesse de Montreuil 2018[réf. nécessaire] et pour les Pépites Internationales de l'Institut Français 2019.
Antoine Dole crée sa propre maison d'édition en 2022 avec Diane Le Feyer, l'illustratrice de Mortelle Adèle depuis le tome 8. La nouvelle structure s'appelle Mr Tan and co.
Octobre 2023 verra la sortie du tome 19 de Mortelle Adèle.

### Mortelle Adèle
Cette héroïne est née pendant l'adolescence de l'auteur. Il subit du harcèlement scolaire au collège. Le personnage de Mortelle Adèle nait sous son crayon. Elle est un alter égo pour l'auteur, celle qui pourrait le défendre contre les brimades et les coups. Adèle reste dans les cahiers de collégiens d'Antoine Dole pendant des années. En 2012, il a l'idée d'en faire un personnage de bande dessinée.

### Bande dessinée
En 2012, sous le pseudonyme Mr Tan, Antoine Dole crée le personnage de bande dessinée Mortelle Adèle aux éditions Tourbillon. En 2022, les ventes de la série dépassent les 10 millions d'exemplaires écoulés.
Sous le même pseudonyme, l'auteur a également créé différents personnages pour des magazines du groupe Milan Presse, dont Zoé Super, Karen Diablo, Ocarina Marina de 2011 à 2018.
En 2015, il poursuit en créant la série Manoir Croquignole pour Milan Éditions et la série Shaker Monster pour les éditions Gallimard BD.
En 2018, il crée la série 109 rue des Soupirs chez Casterman, et la série Simon Portepoisse chez Actes Sud Junior.
En 2018, l'auteur publie son premier manga, la série 4LIFE, dont il est scénariste, aux éditions Glénat Manga, avec Vinhnyu au dessin. Il poursuit en 2020 avec la publication du manga Jizo, en collaboration avec la mangaka japonaise Mato.

### Illustrations
En 2021, l'auteur publie Gadou, un personnage né de ses différents voyages en Asie. Deux ouvrages "Gadou fait tout" et "Gadou découvre le Japon" décrivent les débuts de ce nouveau héros, ainsi qu'une collaboration avec la marque Poppik.
En 2021, il publie également l'album "Un jour je te porterai chance" aux éditions Actes Sud Junior, dans lequel un petit Maneki-neko adresse une déclaration d'amitié au jeune garçon qui l'a reçu en cadeau.

### Photographie
Depuis 2014, l'auteur partage ses clichés de figurines sur les réseaux sociaux sous le label Nendo Stories. Deux livres sont issus de ces travaux : Nendo Stories en juillet 2017 (éditions Omaké Books), et Nendo Stories : A Life in Toy Photography en juillet 2019 (Editions Glénat).

### Radio
Le 4 avril 2019, Antoine Dole fait ses débuts de chroniqueur radio dans l'émission POPOPOP sur France Inter, aux côtés des animateurs Antoine de Caunes et Charline Roux.

## Filmographie
- 2011 : Deadline, court métrage
- 2023 : Mortelle Adèle : Geoffroy

## Ouvrages

### Auteur
Publiés sous le nom de Antoine Dole ou de Mr Tan.
Série Mortelle Adèle :
- Antoine Dole, Mortelle Adèle : Tout ça finira mal, t. 1 (bande dessinée, édition), Tourbillon, février 2012.
- Antoine Dole, Mortelle Adèle : L'enfer c'est les autres, t. 2 (bande dessinée), Tourbillon, février 2012.
- Antoine Dole, Mortelle Adèle : C'est pas ma faute, t. 3 (bande dessinée), Tourbillon, juin 2012.
- Antoine Dole, Mortelle Adèle : J'aime pas l'amour, t. 4 (bande dessinée), Tourbillon, septembre 2012.
- Antoine Dole, Mortelle Adèle : Poussez-vous les moches!, t. 5 (bande dessinée), Tourbillon, juin 2013.
- Antoine Dole, Mortelle Adèle : Un talent monstre !, t. 6 (bande dessinée), Tourbillon, septembre 2013.
- Antoine Dole, Mortelle Adèle : Pas de pitié pour les nazebroques !, t. 7 (bande dessinée), Tourbillon, juin 2014.
- Antoine Dole, Extra Mortelle Adèle : Une nuit avec ma baby-sitter (cahier d'activités), Tourbillon, juin 2014, chap. 1.
- Antoine Dole, Mortelle Adèle : Parents à vendre, t. 8 (bande dessinée), Tourbillon, novembre 2014.
- Antoine Dole, Extra Mortelle Adèle : L'anniversaire de Jade (cahier d'activités), Tourbillon, juin 2015, chap. 2
- Antoine Dole, Mortelle Adèle : Fais ta BD ! (méthode de dessin), Tourbillon, novembre 2015
- Antoine Dole, Mortelle Adèle : La rentrée des claques, t. 9 (bande dessinée), Tourbillon, décembre 2015
- Antoine Dole, Extra Mortelle Adèle : La révolte des bizarres (cahier d'activités), Tourbillon, juin 2016, chap. 3.
- Antoine Dole, Mortelle Adèle : houbidoulove, t. 10 (bande dessinée), Tourbillon, mai 2016.
- Antoine Dole, Mortelle Adèle : ça sent la croquette, t. 11 (bande dessinée), Tourbillon, novembre 2016.
- Antoine Dole, Mortelle Adèle : A la pêche aux nouilles, t. 12 (bande dessinée), Tourbillon, juin 2017.
- Antoine Dole, Extra Mortelle Adèle : L'expérience interdite (cahier d'activités), Tourbillon, juin 2017, chap. 4.
- Antoine Dole, Mortelle Adèle : Big Bisous Baveux, t. 13 (bande dessinée), Tourbillon, octobre 2017.
- Antoine Dole, Mortelle Adèle : Prout atomique, t. 14 (bande-dessinée), Tourbillon, mai 2018.
- Antoine Dole, Mortelle Adèle : Poussez-vous les moches (le jeu) (jeu de société), Bayard Éditions, octobre 2018.
- Antoine Dole, Mortelle Adèle : Funky Moumoute, t. 15 (bande dessinée), Tourbillon, novembre 2018.
- Antoine Dole, Mortelle Adèle : Jurassic Mamie, t. 16 (bande dessinée), Tourbillon, mai 2019.
- Antoine Dole, Mortelle Adèle au pays des contes défaits (bande dessinée), Tourbillon, octobre 2019.
- Antoine Dole, Mortelle Adèle : Karmastrophique, t. 17 (bande dessinée), Editions Tourbillon, juin 2020.
- Antoine Dole, Mortelle Adèle, Mortel un jour Mortel toujours (roman), Bayard Jeunesse, juin 2020.
- Antoine Dole, Mortelle Adèle : Les bêtises c'est maintenant (roman), Bayard Jeunesse, mars 2021.
- Antoine Dole, Mortelle Adèle et la galaxie des Bizarres (bande dessinée), Bayard Jeunesse Editions, octobre 2020.
- Antoine Dole, Mortelle Adèle : Toi, je te zut !, t. 18, Bayard Jeunesse, mai 2021.

Autres publications :
- Antoine Dole, « Alice » (nouvelle), En attendant l’Or, no 1,‎ 2007.
- Antoine Dole, « Rêves partis » (nouvelle), Revue Noir et Blanc,‎ 2007.
- Antoine Dole, Les autopsies intimes (recueil de textes), Éditions du Cygne, mai 2007.
- Antoine Dole, Je reviens de mourir (roman), Éditions Sarbacane, coll. « Exprim », janvier 2008.
- Antoine Dole, Laisse brûler (roman), Éditions Sarbacane, coll. « Exprim », mars 2010
- Antoine Dole, Fly Girls (recueil de textes), Éditions Au Diable Vauvert, juin 2010.
- Antoine Dole, Bad Romance (bande dessinée), City Éditions, juin 2010.
- Antoine Dole, K-Cendres (roman), Éditions Sarbacane, coll. « Exprim », septembre 2011.
- Antoine Dole et Juliette Inigo, La femme à barbe (bande dessinée), Éditions Sarbacane, janvier 2013.
- Antoine Dole, A copier 100 fois (roman), Sarbacane, coll. « Mini Romans », janvier 2013.
- Antoine Dole, Wizz Gang : Les givrés de la banquise, t. 1 (bande dessinée), Tourbillon, juin 2013.
- Antoine Dole, Zoé Super : Même pas peur, t. 1 (bande dessinée), Bayard Éditions, coll. « Bayard Kids », juin 2013.
- Antoine Dole, Ce qui ne nous tue pas (roman), Éditions Actes Sud Junior, coll. « Ados », janvier 2014.
- Antoine Dole, Zoé Super : Ça va barder !, t. 2 (bande dessinée), Bayard Éditions, coll. « Bayard Kids », juin 2014.
- Antoine Dole, Tout foutre en l'air (roman), Actes Sud Junior, coll. « D'une Seule Voix », janvier 2015.
- Antoine Dole, Oh crotte, encore des carottes (mini roman), Bayard Éditions, coll. « Tu Lis Je Lis », février 2015.
- Antoine Dole, Le baiser du mammouth (roman), Actes Sud Junior, coll. « Premier roman », mars 2015.
- Antoine Dole, Manoir Croquignole : Coup de foudre à l'école, t. 1 (album), Milan Éditions, mars 2015.
- Antoine Dole, Manoir Croquignole : A l'attaque !, t. 2 (album), Milan Éditions, mars 2015
- Antoine Dole (avec Salut Hikaru! de Gilles Abier), Konnichiwa Martin ! (roman), Éditions du Rouergue, coll. « Boomerang », avril 2015
- Antoine Dole, Manoir Croquignole : Il va y avoir du sport !, t. 3 (album), Milan Éditions, juin 2015
- Antoine Dole, C'est si bon d'être grognon! (mini roman), Bayard Éditions, coll. « Tu Lis Je Lis », septembre 2015
- Antoine Dole, Karen Diablo (bande-dessinée), Bayard Éditions, coll. « Bayard Kids », septembre 2015
- Antoine Dole, Manoir Croquignole : Panique à la cantine !, t. 4 (album), Milan Éditions, octobre 2015
- Antoine Dole, Zoé Super : Tous ensemble !, t. 3 (bande dessinée), Bayard Éditions, coll. « Bayard Kids », décembre 2015
- Antoine Dole, Shaker Monster : Tous aux abris !, t. 1 (bande dessinée), Éditions Gallimard BD, janvier 2016
- Antoine Dole, Vlad arrête tes salades (mini roman), Bayard Éditions, coll. « Tu Lis Je Lis », mars 2016.
- Antoine Dole, Mon cœur caméléon (roman), Actes Sud Junior, coll. « Premier roman », mars 2015.
- Antoine Dole, Sushi Bing : Les Wasabi Ninjas, t. 1 (bande dessinée), Tourbillon, juin 2016.
- Antoine Dole, T'as la classe Gildas (mini roman), Bayard Éditions, coll. « Tu Lis Je Lis », août 2016.
- Antoine Dole, Le monstre du placard existe (et je peux le prouver!) (album), Actes Sud Junior, septembre 2016.
- Antoine Dole, Manoir Croquignol : L'invité mystère, t. 5 (album), Milan, octobre 2016.
- Antoine Dole, Manoir Croquignole : Le chapardeur de l'année, t. 6 (album), Milan, avril 2017.
- Antoine Dole, Maitresse, appelle-moi princesse ! (mini roman), Bayard Éditions, coll. « Tu Lis Je Lis », avril 2017.
- Antoine Dole, Ocarina Marina : Face de bulot, t. 1 (bande-dessinée), Bayard Éditions, coll. « Bayard Kids)date=mai 2017 ».
- Antoine Dole, Sushi Bing : La faim du monde, t. 2 (bande dessinée), Tourbillon, mai 2017.
- Antoine Dole, Nendo Stories (livre de photographie), Éditions Omaké Books, juin 2017.
- Antoine Dole, Naissance des cœurs de pierre (roman), Actes Sud Junior, coll. « Ados », août 2017.
- Antoine Dole, Les défis Mortels de Mortelle Adèle (jeu de société), Bayard Éditions, octobre 2017.
- Antoine Dole, Shaker Monster : Zigotos incognito, t. 2 (bande-dessinée), Gallimard BD, octobre 2017.
- Antoine Dole, Fais ton cinéma avec Mortelle Adèle (méthode de stop motion), Tourbillon, novembre 2017.
- Antoine Dole, T'es à croquer Gégé (mini roman), Bayard Éditions, coll. « Tu Lis Je Lis », février 2018.
- Antoine Dole, Ajax : Chat s’arrange pas, t. 2 (bande-dessinée), Tourbillon, avril 2018.
- Antoine Dole, 4LIFE, t. 1 (manga), Editions Glénat Manga, juillet 2018.
- Antoine Dole, Allez Ninon, dis oui ! (mini roman), Bayard Éditions, coll. « Tu Lis Je Lis », août 2018.
- Antoine Dole, Ueno Park (roman), Actes Sud Junior, coll. « Ados », août 2018.
- Antoine Dole, L'instant de la fracture, Editions Talents Hauts, coll. « Ego », août 2018.
- Antoine Dole, Shaker Monster : Joyeux Bazar, t. 3 (bande-dessinée), Gallimard BD, septembre 2018.
- Antoine Dole, Comment élever le monstre du placard (album), Actes Sud Junior, septembre 2018.
- Antoine Dole, Bienvenue à Filouville : Le voleur de rêves, t. 1, Bayard Éditions, octobre 2018.
- Antoine Dole, Les Jours Heureux (album), Editions Nobi Nobi, mars 2019.
- Antoine Dole, Ajax : Chaperlipopette, t. 3 (bande-dessinée), Tourbillon, mars 2019.
- Antoine Dole, Les aventures hyper trop fabuleuses de Zadig et Violette (mini roman), Bayard Éditions, coll. « Tu Lis Je Lis », mars 2019.
- Antoine Dole, 4LIFE, t. 2 (manga), Editions Glénat Manga, avril 2019.
- Antoine Dole, Bienvenue à Filouville : Les mille vies de Monsieur Poulpe, t. 2, Bayard Editions, mai 2019.
- Antoine Dole, Joyeux Zizanniversaire (mini roman), Bayard Éditions, coll. « Tu Lis Je Lis », août 2019.
- Antoine Dole, Shaker Monster : Bivouac Attack, t. 4 (bande-dessinée), Gallimard BD, septembre 2019
- Antoine Dole, 109 rue des Soupirs : Fantômes à domicile, t. 1 (bande-dessinée), Casterman, septembre 2019.
- Antoine Dole, Simon Porte-Poisse : Petits Malheurs en Famille, t. 1 (bande-dessinée), Actes Sud Junior, octobre 2019.
- Antoine Dole, Bienvenue à Filouville : Un Printemps en hiver, t. 3, Bayard Editions, novembre 2019.
- Antoine Dole, Météore (roman), Actes Sud Junior, coll. « D'une Seule Voix », janvier 2020.
- Antoine Dole, Les aventures hyper trop fabuleuses de Zadig et Violette : Panique au Chateau (mini roman), Bayard Éditions, coll. « Tu Lis Je Lis », février 2020.
- Antoine Dole, 109 rue des Soupirs : Fantômes sur le grill, t. 2 (bande-dessinée), Casterman, juin 2020.
- Antoine Dole, Simon Portepoisse : Un malheur n'arrive jamais seul, t. 2 (bande-dessinée), Actes Sud Junior, septembre 2020.
- Antoine Dole, Avec le monstre du placard ça déménage (album), Actes Sud Junior, octobre 2020.
- Antoine Dole, Les petites filles cruelles (album), Talent Hauts Editions, octobre 2020.
- Antoine Dole, JIZO (manga), Editions Glénat Manga, octobre 2020.
- Antoine Dole, Les aventures hyper trop fabuleuses de Zadig et Violette : Un jour la neige viendra (mini roman), Bayard Éditions, coll. « Tu Lis Je Lis », octobre 2020.
- Antoine Dole, La compagnie des drôles de bêtes : Un ours à la maison (album), Bayard Jeunesse, octobre 2020.
- Antoine Dole, La compagnie des drôles de bêtes : Un dauphin à la maison (album), Bayard Jeunesse, octobre 2020.
- Antoine Dole, La compagnie des drôles de bêtes : Un kangourou à la maison (album), Bayard Jeunesse, février 2021.
- Antoine Dole, Copains comme cochon : Les Filous du CP, t. 10 (mini roman), Bayard Éditions, coll. « Tu Lis Je Lis », février 2021.
- Antoine Dole, Un jour je te porterai chance (album), Actes Sud Junior, mars 2021.
- Antoine Dole, Gadou fait tout (album), Bayard Jeunesse, avril 2021.
- Antoine Dole, Gadou découvre le Japon (album et figurine), Bayard Jeunesse, avril 2021.
- Antoine Dole, Gadou fait tout (Poster interactif en collaboration avec Poppik), avril 2021.
- Antoine Dole, 109 rue des soupirs : Fantômes d'extérieur, t. 3 (bande-dessinée), Casterman, mai 2021.
- Antoine Dole, Six pieds sur Terre (roman), Editions Robert Laffont, août 2021.
- Antoine Dole, Kate Moche (album), Actes Sud Junior, septembre 2021.
- Antoine Dole, Le monstre du placard est amoureux (album), Actes Sud Junior, septembre 2021.
- Antoine Dole, Gadou à Paris (album), Bayard Jeunesse, octobre 2021.
- Antoine Dole, Gadou à Londres (album), Bayard Jeunesse, octobre 2021.
- Antoine Dole, La compagnie des drôles de bêtes : Une chauve-souris à la maison (album), Bayard Jeunesse, novembre 2021.
- Antoine Dole, Luminys Quest - The Lapins Crétins, t. 1 (manga), Editions Glénat Manga, mars 2022.
- Antoine Dole, NINGYO (manga), Editions Glénat Manga, mai 2022.

### Responsable éditorial
- En attendant l’or, Éditions du Cygne, février 2007, chap. 1.
- En attendant l’or, Éditions du Cygne, septembre 2007, chap. 2.

### Collectif
Cofondateur du Prix Cendres, créé en hommage à l'autrice Axl Cendres, décédée en 2019.
En 2017, il participe à l'ouvrage 16 nuances de première fois, recueil de nouvelles codirigé par Séverine Vidal et Manu Causse pour les éditions Eyrolles.
Il collabore avec plusieurs illustrateurs, sous le nom d'Antoine Dole ou sous le pseudonyme de Mr Tan, dont Diane le Feyer, Yomgui Dumont, Bruno Salamone, Vinhnyu, Camille Roy, Aurore Damant, Miss Paty, Juliette Inigo, Mathilde Domecq, Stan Silas, Paul Drouin, Paco Sardo, ou encore Baptiste Amsallem.

## Distinctions
- Le roman A copier cent fois (Éditions Sarbacane) est lauréat du Prix Les Adolises 2014.
- La série Mortelle Adèle (Éditions Tourbillon) est lauréate du prix Michel Tournier Jeunesse 2015[8] et du prix BD des collèges azuréens 2015.
- Le roman Konnichiwa Martin / Salut Hikaru (Éditions du Rouergue) est lauréat du Prix littéraire Jeunesse CoPLER 2016[9] et du Prix du Jury du Jeune Lecteur 2016.
- Le roman Le baiser du mammouth (Éditions Actes Sud Junior) est lauréat du Prix littéraire jeunesse Lire Elire 2016, du prix Dis Moi Ton Livre 2016[10] et du prix Ravinala 2016[11] Le livre voyageur décerné par les collèges français de Madagascar.
- Le roman Mon Cœur Caméléon (Éditions Actes Sud Junior) est lauréat du Prix Atout Lire 2018 (catégorie CM1)[12]
- L'album Le monstre du placard existe et je vais vous le prouver (Éditions Actes Sud Junior, illustré par Bruno Salamone) est lauréat du Prix Folies d'Encre jeunesse 2016[13] et du prix Libr'à Nous 2017 catégorie Album Jeunesse[14].
- Le roman Naissance des cœurs de pierre (Éditions Actes Sud Junior) a reçu la mention spéciale du Jury de la première édition 2017 du Prix Vendredi[5], qui récompense un ouvrage jeunesse pour public adolescent[5].
- Le roman Ueno Park a fait partie de la sélection des Pépites 2018 du Salon du Livre et de la Presse Jeunesse de Montreuil[réf. nécessaire] et figure dans la sélection des Pépites internationales 2019 de l'Institut Français en partenariat avec le SLPJ de Montreuil[15].
- Le roman L'instant de la fracture est lauréat du Prix Danielle Grondein 2019.